# Chandler (Oklahoma)
Chandler is een plaats (city) in de Amerikaanse staat Oklahoma, en valt bestuurlijk gezien onder Lincoln County.

## Demografie
Bij de volkstelling in 2000 werd het aantal inwoners vastgesteld op 2842.
In 2006 is het aantal inwoners door het United States Census Bureau geschat op 2872, een stijging van 30 (1,1%).

## Geografie
Volgens het United States Census Bureau beslaat de plaats een oppervlakte van
21,1 km², waarvan 18,9 km² land en 2,2 km² water.

## Plaatsen in de nabije omgeving
De onderstaande figuur toont nabijgelegen plaatsen in een straal van 16 km rond Chandler.

## Geboren
- Roy Harris (1898 - 1979), componist